# 梅爾羅斯 (紐約州)
梅爾羅斯（英語：Melrose）是位於美國紐約州倫塞勒縣的非建制地區。

## 歷史
梅爾羅斯的郵局自1875年營運至今。

## 地理
梅爾羅斯所處的海拔為高於海平面119米（即390英呎），而該地所採用的時區為UTC-5，即北美东部时区（EST）。同時該地設有夏令時間，為UTC-5調快一小時，即UTC-4（EDT）。